# Football Club Union Sportive Hostert
Maillots
Actualités
Le Football Club Union Sportive Hostert, abrégé FC US Hostert, est un club de football luxembourgeois, fondé le 24 mars 1946 et basé à Hostert. Il évolue en BGL Ligue, la première division luxembourgeoise de football.
Fondé le 24 mars 1946 après la Seconde Guerre mondiale par l'intermédiaire de Robert Weirig, le FC US Hostert s'installe durablement dans les divisions amateurs du football luxembourgeois, remportant de nombreux titres.
En 2006, le FC US Hostert monte pour la première fois de son histoire en Promotion d'Honneur avant de rapidement faire l'ascenseur avec la 1.Division. À la suite d'un barrage de promotion en 2011 face au FC Wiltz 71, le club monte pour la première fois en BGL Ligue, le plus haut échelon du football luxembourgeois.
La saison 2017-2018 est historique pour le club d'Hostert, terminant 8e de BGL Ligue, le club atteint la finale de la Coupe du Luxembourg dans un match à suspens face au club de la capitale luxembourgeoise, le RFCU Luxembourg.

## Histoire

### Un club modeste en amateur (1946 - 1972)
Fondé le 24 mars 1946 après la Seconde Guerre mondiale, le FC US Hostert débute en 3.Division, le cinquième échelon du football luxembourgeois lors de la saison 1946-1947. Le premier président du club est Robert Weirig.
Terminant vice-champion de 3.Division en 1954, le club monte pour la première fois de son histoire en 2.Division mais redescend aussi tôt la saison suivante. Il faut attendre la fin de la saison 1970-1971 pour revoir Hostert en 2.Division suite à son titre de champion. Un an plus tard, le club obtient sa montée en 1.Division suite à un énième titre de champion.

### L'ascenseur (1972 - 2005)
Le club se maintien durant cinq saisons en 1.Division avant de descendre à l'issue de la saison 1978-1979. Obtenant un nouveau titre de champion en 1981, le club remonte en 1.Division avant de redescendre la saison suivante.
Le club enchainera régulièrement la montée et la descente entre la troisième et quatrième division luxembourgeoise, se créant ainsi un palmarès solide dans le monde du football amateur au Luxembourg.

### Premières expériences sur le plan national (2005 - 2010)
À l'issue de la saison 2005-2006 de 1.Division, le FC US Hostert est officiellement promu en Promotion d'Honneur pour la première fois de son histoire.
Terminant 13e de deuxième division, le club redescend rapidement en 1.Division avant de remontée la saison suivante en terminant vice-champion.

### Installation dans le paysage footballistique luxembourgeois (depuis 2010)
En 2011, Hostert termine 3e de Promotion d'Honneur, lui permettant de disputer un barrage de promotion en BGL Ligue face au FC Wiltz 71 que le club remportera lors de la séance de tirs au but, validant ainsi la montée historique du club dans l'élite du football luxembourgeois.
Terminant dernier de BGL Ligue à l'issue de sa première saison, le club remontera en 2013-2014 en terminant vice-champion de Promotion d'Honneur,.
Après un énième ascenseur entre la première et deuxième division, le club remonte en 2017.
La saison 2017-2018 du club est la plus marquante de l'histoire du FC US Hostert, terminant à une honorable 8e place en BGL Ligue, son record dans la compétition, ainsi que finaliste pour la première fois de son histoire en Coupe du Luxembourg face au RFCU Luxembourg, que le club perdra lors d'une séance de tirs au but,,.
Redescendu en Promotion d'Honneur à l'issue de la saison 2022-2023, le club obtient sa montée en BGL Ligue lors d'un barrage de promotion face à l'UN Käerjéng 97 la saison suivante,,,.

## Palmarès
Le tableau suivant récapitule les performances du FC US Hostert dans les différentes compétitions officielles luxembourgeoises.
| Compétitions nationales | Compétitions amateurs |
| --- | --- |
| - BGL Ligue - Meilleure performance : 8e en 2018 - Coupe du Luxembourg - Finaliste : 2018 - Promotion d'Honneur - Vice-champion : 2014 | - 1.Division - Champion : 2006 - Vice-champion : 2008 - 2.Division (5) - Champion : 1972, 1981, 1985, 1989 et 2002 - 3.Division - Champion : 1971 - Vice-champion : 1954 |

## Effectif actuel
Le tableau ci-dessous liste l'effectif professionnel du FC US Hostert pour la saison 2024-2025.